# Bologneser Senatorenfamilien
Die Bologneser Senatorenfamilien sind Adelsfamilien, die zwischen 1466 und 1797 dem Bologneser Senat angehörten, der zusammen mit dem päpstlichen Legaten das höchste Regierungsorgan Bolognas bildeten.

## Geschichte
Der Senat von Bologna ging aus der 1394 gegründeten Magistratur der XVI. Reformatoren des freien Staates hervor, die sich aus je vier Mitgliedern der vier Stadtbezirke zusammensetzte, die vom Rat der 600 gewählt wurden. Sie wurden sowohl aus dem Adel als auch aus dem Bürgertum gewählt und sorgten zusammen mit dem Gonfaloniere der Justiz, den Ältesten und den Massari der Künste für die Aufrechterhaltung des Friedens und der Freiheit der Stadt. 1431 erhöhte Papst Eugen IV. ihre Zahl auf 20, setzte den Gonfaloniere der Justiz an ihre Spitze und übertrug ihnen die Aufgabe, den Legaten zu beraten. Die offizielle Geburtsstunde des Senats schlug am 19. Juni 1466, als Papst Paul II. 21 Senatoren (die den Namen Reformatoren beibehielten) auf Lebenszeit ernannte und ihnen das Recht einräumte, einen Nachfolger zu wählen, der vom Papst bestätigt werden musste. Giovanni II. Bentivoglio wurde als ewiger Gonfaloniere an die Spitze des neuen Senats gesetzt. Im Jahr 1468 wurde festgelegt, dass der Gonfaloniere nur aus den Reihen des Senats gewählt werden durfte.
1506 erklärte Julius II. die Senatoren von Bentivoglio für unfähig und setzte einen neuen Senat mit 40 Mitgliedern ein. Zwischen dem 23. Mai 1511 und dem 24. Juni 1512, als Annibale II. Bentivoglio in die Stadt zurückkehrte, wurde die Zahl der Senatoren wieder auf 31 reduziert und bei der Rückkehr Bolognas unter päpstliche Autorität (1513) wieder auf 40 erhöht.
Am 21. März 1589 erhöhte Sixtus V. die Zahl der Senatoren auf 50, was zu heftigen Reaktionen des Bologneser Adels führte, der befürchtete, durch die Aufnahme päpstlicher Mitglieder in den Senat an Einfluss zu verlieren: Deshalb nannten sich die Senatoren weiterhin „die Vierzig“. Die letzte Erweiterung um neue Mitglieder erfolgte mit dem Einmarsch der napoleonischen Truppen in die Stadt: Bis zur endgültigen Auflösung am 31. Mai 1797 stieg die Zahl der Senatoren auf 92.

## Merkmale
Das Amt des Senators wurde stets auf Lebenszeit ausgeübt, obwohl es seit dem 17. Jahrhundert innerhalb einiger Adelsfamilien de facto erblich wurde, es sei denn, sie fielen am päpstlichen Hof in Ungnade, der die Ernennung neuer Senatoren stets ratifizieren musste.

Innerhalb des Senats wurde der Gonfaloniere di Giustizia gewählt, der formell an der Spitze der Stadtregierung stand, obwohl er mit einer Amtszeit von nur zwei Monaten kaum mehr als symbolische Bedeutung hatte. Ebenfalls im Senat wurden alle zwei Monate die acht Ältesten ausgelost, die dem Gonfaloniere in der Regierung zur Seite standen.

## Kunst
Die künstlerische Rolle der Senatorenfamilien ist für die Geschichte Bolognas von grundlegender Bedeutung. Da ihre politische Funktion nur noch ein Schatten dessen war, was sie in der städtischen Epoche war, betrafen die bemerkenswertesten finanziellen und intellektuellen Engagements den Bau von Palästen, Landvillen und die Ausschmückung von Adelskapellen und religiösen Gebäuden.

## Übersicht
Zwischen 1466 und 1797 trugen 99 Familien den Titel eines Senators. Nachstehend sind die Jahre aufgeführt, in denen ihre Mitglieder Senatoren waren, und in Klammern der Sitz, den sie ab 1513 innehatten:
- Albergati, 1506–1511, 1513–1519 (I), 1523–1797 (I),
- Aldrovandi, 1467–1468, 1488–1583 (II), 1590–1644 (XLI), 1672–1797 (XLVI)
- Angelelli, 1507–1511, 1513–1523 (III), 1558–1563 (XXI), 1564–1689 (XXVI); Angelelli-Malvezzi, 1735–1797 (XXXV)
- Ariosti, 1466–1477, 1489–1508, 1511–1508, 1728–1785 (X)
- Dall'Armi, 1466–1484, 1506–1510, 1513–1516 (IV), 1518–1614 (IV)
- Azzolini, 1662–1702 (II)
- Bandini, 1560–1589 (XVIII)
- Barbazzi, 1644–1797 (XLI)
- Bargellini, 1476–1543 (V), 1544–1595 (XXXVII), 1599–1797 (XXXVII)
- Beccadelli, 1713–1796 (III)
- Bentivoglio (herrschend), 1466–1506, 1511–1512
- Bentivoglio (nicht herrschend), 1466–1797 (VI)
- Bevilacqua, 1793–1797
- Bianchetti, 1466–1547 (VII), 1549–1662 (VIII), 1702–1745 (XI)
- De’Bianchi, 1466–1507, 1511–1525 (VIII), 1528–1549 (VIII), 1561–1607 (V), 1745–1797 (XXXVI)
- Bianchini, 1508–1511, 1529–1561 (V), 1599–1761 (XX)
- Boccadiferro, 1713–1734 (XXXV)
- Bolognetti, 1556–1574 (XXIV), 1582–1662 (XI), 1689–1770 (XXIV)
- Bolognini, 1506–1511, 1513–1526 (IX), 1528–1621 (IX), 1738–1797 (IX)
- Boncompagni, 1569–1796 (XXIII)
- Bonfioli (oder Bonfiglioli), 1583–1756 (II); Bonfioli-Malvezzi 1768–1781
- Boschetti, 1590–1627 (XLII)
- Bovi (oder Bovio), 1621–1738 (IX); Bovio-Silvestri 1750–1797 (XXVI)
- Braschi Onesti, 1788–1797 (XV)
- De’ Buoi, 1730–1797 (XXVIII)
- Caccialupi, 1466–1476; Caccialupi-Malvezzi 1551–1558 (XXI)
- Caccianemici, 1466–1472
- Calderini, 1528–1582 (XI), 1593–1786 (XLIX)
- Campeggi, 1506–1511, 1513–1728 (X)
- Caprara, 1616–1797 (XLIII)
- Carbonesi, 1506–1511, 1513–1528 (XI)
- Casali, 1525–1550 (XVII), 1551–1797 (XXXIX)
- Castelli, 1466–1589 (XII), 1590–1615 (XLIII)
- Cattani, 1468–1508, 1511–1520 (XIII)
- Cospi, 1506–1507, 1513–1516 (XIV), 1525–1797 (XIV)
- Davia, 1672–1797 (XX)
- Dondini Ghiselli, 1771–1797 (XLII)
- Facchinetti, 1586–1685 (XXXVI); Pamphilj (Adelsgeschlecht) (Facchinetti-Erben), 1685–1747 (XXXVI), 1751–1760 (XI)
- Fantuzzi, 1467–1489, 1495–1779 (XV)
- Felicini, 1506–1584 (XVI)
- Fibbia, 1624–1719 (XIX); Fibbia-Fabbri, 1777–1797 (XXX)
- Foscherari, 1506–1511, 1513–1519 (XVII), 1548–1586 (XXXVI), 1686–1708 (XXXV)
- Gessi, 1626–1730 (XXIX)
- Ghiselli Vasselli, 1578–1597 (V)
- Ghisilardi, 1553–1708 (III)
- Ghisilieri, 1506–1511, 1513–1541 (XVIII), 1550–1797 (XVII)
- Gozzadini, 1466–1485, 1506–1583 (XIX), 1590–1797 (XLIV)
- Grassi, 1506–1529 (XX), 1547–1797 (VII)
- Grati, 1466, 1482–1519 (XXI), 1528–1551 (XXI), 1571–1797 (XXXIII)
- Griffoni, 1511
- Guastavillani, 1508–1511, 1513–1554 (XXII), 1571–1797 (XIII)
- Guidotti, 1466–1478, 1503–1508, 1511–1554 (XXXII), 1567–1578 (V), 1590–1797 (XLV)
- Hercolani, 1528–1579 (XXV), 1590–1593 (XLIX), 1600–1797 (XXI)
- Isolani, 1506–1511, 1513–1569 (XXIII), 1574–1797 (XXXI)
- Lambertini, 1484–1486, 1506–1555 (XXIV), 1574–1688 (XXIV), 1707–1797 (XII)
- Legnani, 1506–1511, 1513–1514 (XXV), 1557–1797 (XL)
- Lini (oder dal Lino), 1503–1538 (XXVI), 1589–1620 (XXVIII)
- Loiani, 1508–1511
- Ludovisi, 1506–1511, 1528–1570 (XXXIII), 1590–1591 (XLVI), 1608–1672 (XX)
- Lupari, 1528–1571 (XIII), 1591–1671 (XLVI)
- Magnani, 1511–1508, 1590–1638 (XLVII), 1640–1648 (XXXV), 1654–1659 (XXXV), 1661–1686 (XXXV), 1697–1797 (XXII)
- Malvasia, 1554–1697 (XXII), 1756–1797 (II)
- Malvezzi, 1466–1505, 1466–1495, 1506–1797 (XXVII)
- Manzoli, 1506–1560 (XXVIII), 1583–1624 (XIX), 1689–1750 (XXVI)
- Marescalchi, 1578–1599 (XXI), 1614–1643 (IV), 1678–1797 (XXV)
- Marescotti, 1466–1503, 1506–1511, 1513–1690 (XXIX); Marescotti-Berselli, 1783–1797
- Marsigli, 1483–1511, 1513–1775 (XXX)
- Montecalvi, 1477–1506, 1511–1508, 1526
- Monti, 1719–1797 (XIX)
- Orsi, 1485–1516 (XXXI), 1528–1574 (XXXI), 1590–1797 (XLVIII)
- Paleotti, 1514–1516 (XXV), 1525–1528 (XXV), 1541–1690 (XVIII)
- Paltroni, 1507–1511, 1513–1520 (XXXIII)
- Pasi, 1508–1511, 1508 (XXXII)
- Pellegrini, 1554–1572 (XXXII)
- Pepoli, 1506–1797 (XXXIV)
- Piatesi, 1579–1588 (XXV), 1590 (XLIX)
- Poeti, 1466–1505, 1506–1621 (XXXV)
- Purghi (oder dal Purgo), 1466–1467
- Ranuzzi, 1466–1540 (XXXVI), 1541–1551 (XXXIX), 1600–1624 (XIX), 1634–1797 (XVI)
- Ratta, 1676–1797 (XXXII)
- Riario, 1572–1676 (XXXII), 1690–1797 (XVIII)
- Ringhieri, 1505–1508, 1511–1544 (XXXVII)
- Rossi, 1466–1503, 1528–1552 (III); Marsigli Rossi Lombardi, 1762–1797 (XI)
- Ruini, 1584–1634 (XVI)
- Salaroli, 1487–1488
- Sampieri, 1478–1516 (XXXVIII), 1538–1564 (XXVI), 1590–1797 (L)
- Sanuti, 1466–1482
- Sassoni (der da Sassuno), 1472–1483, 1505–1511, 1513–1524 (XXXIX), 1528–1541 (XXXIX)
- Savioli, 1770–1797
- Scappi, 1590–1707 (XII)
- Seccadenari, 1615–1616 (XLIII)
- Segni, 1648–1654 (XXXV), 1691–1797 (VIII)
- Spada, 1638–1797 (XLVII)
- Tanari, 1629–1771 (XLII), 1791–1797 (IX)
- Vassè Pietramellara, 1644–1796 (IV)
- Vitali, 1543–1567 (V)
- Vizzani, 1622–1640 (XXXV), 1662–1691 (VIII)
- Volta, 1466–1557 (XL), 1563–1578 (XXI), 1589–1678 (XXV)